# 大車輪
，又稱大車輪、大數鄰、大竹林，日本麻將中的一種地方役，指由同一花色的二至八組成的七組對子牌形。组成的牌型最為單一，只有三種形式。不計清一色、七對、平和。

如果是香港麻雀的標準玩法，則只看作清一色及平糊
筒子組成的稱之為「大車輪」。

例：
萬子組成的稱之為「大數鄰」。

例：
索子組成的稱之為「大竹林」。

例：
部分地區會視為役滿或雙倍役滿。

若不計為役滿，則為清一色（六翻）、二盃口（三翻）、斷么九（一翻）、平胡（一翻）（不視為七對子是因為麻將的高點法，若視為七對子則得點較低）已經累計達十一翻牌，若再有立直、一發、門前清自摸和、嶺上開花(注：僅存在於三人麻將的拔北後嶺上花)、海底撈月、河底撈魚，或是依靠加分牌累積翻數，就算在沒有承認本役的前提下，很容易達到累計役滿。

在視為雙倍場合，有時會承認同家族的中車輪、小車輪、中數鄰、小數鄰、中竹林、小竹林之役滿地位。但由於以上六種役皆相較於大車輪、大數鄰、大竹林罕見，因此一般很少採用上述六種役。

## 同家族的牌形
除了大車輪外，還有中車輪、小車輪等古役，但現在比大車輪還罕見，通常都不會承認這些役。

### 中車輪、中數鄰、中竹林
數牌為1～3、7～9、5的清一色二盃口。

例：
上例牌型同廣東麻將之「一色雙龍會」。
數牌為3～5、7～9、1的清一色二盃口。

例：
數牌為1～3、5～7、9的清一色二盃口。

例：

### 小車輪、小數鄰、小竹林
數牌由1～7或3～9的二盃口連七對組成。

例如：